# Кол (река, Тасмания)
Кол (англ. Coal River) — река в юго-восточной части Тасмании (Австралия). Длина реки составляет около 75 км, площадь бассейна — около 540 км².

## География

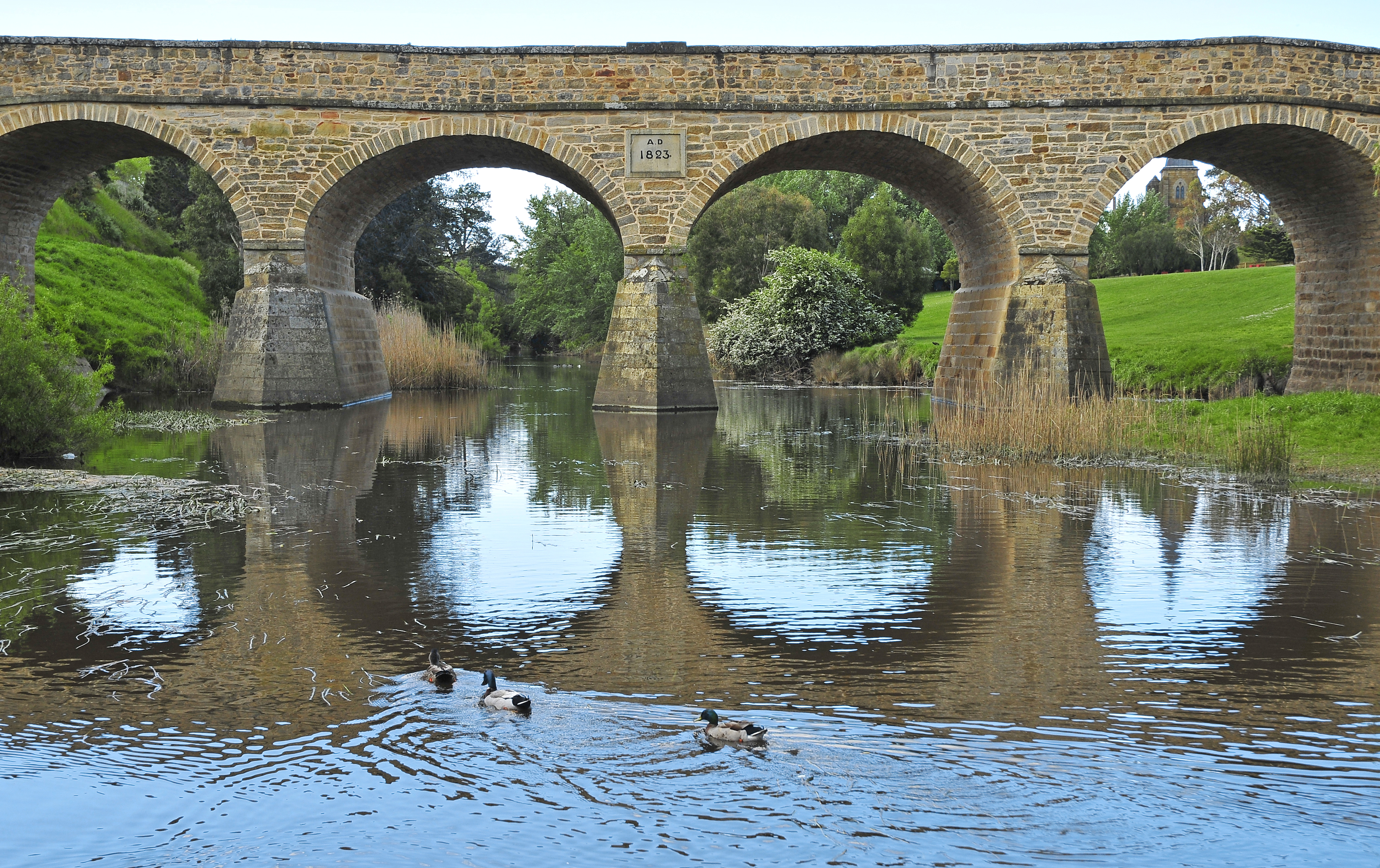
Ричмондский мост через реку Кол

Бассейн реки Кол находится в юго-восточной части острова Тасмания. С востока он ограничен бассейнами рек Литл-Суонпорт и Проссер, с запада — бассейном реки Джордан (приток Деруэнта), а с севера — бассейном реки Маккуори (приток Саут-Эска). На юге река Кол впадает в лагуну Питт-Уотер (Pitt Water), соединяющуюся с заливом Фредерик-Генри и далее, через залив Сторм, с Тасмановым морем. В устье реки, перед её впадением в Питт-Уотер, находится остров Самфайр (Samphire Island). Площадь бассейна реки Кол составляет около 540 км², а общая площадь водосбора лагуны Питт-Уотер — около 920 км².
Исток реки Кол находится на высоте около 575 м, у гряды холмов, расположенных восточнее населённого пункта Таннак. Сначала река течёт на северо-запад, а затем, в районе озера Тайбериас (Lake Tiberias), резко поворачивает на юг. Основными притоками реки Кол являются реки Нейтив-Хат и Уайт-Кенгуру.
На своём пути река протекает через населённые пункты Таннак, Колбрук, Кампания и Ричмонд. В городе Ричмонд реку Кол пересекает построенный в 1823—1825 годах Ричмондский мост, который считается самым старым из до сих пор используемых мостов Австралии.
Долина реки Кол является одним из наиболее засушливых мест в Тасмании. В 1986 году с целью ирригации близлежащих районов на реке Кол была построена плотина Крейгборн (Craigbourne Dam) высотой 24 м, в результате чего появилось водохранилище.

## Рыбная ловля
Река Кол (включая водохранилище у плотины Крейгборн) является одним из популярных мест для рыбной ловли в Тасмании. Там водятся кумжа (Salmo trutta, англ. brown trout — коричневая форель), микижа (Oncorhynchus mykiss, англ. rainbow trout — радужная форель), американская палия (Salvelinus fontinalis, англ. brook trout) и атлантический лосось (Salmo salar). Кроме этого, встречаются речной окунь (Perca fluviatilis, англ. redfin perch) и австралийский речной угорь (Anguilla australis, англ. short-finned eel).